# Monumento nacional de Grand Staircase-Escalante
El Monumento nacional de Grand Staircase-Escalante (en inglés: Grand Staircase-Escalante National Monument) es el nombre que recibe un área protegida con el estatus de monumento nacional de los Estados Unidos que permite la protección de 760 996 hectáreas de tierras en el sur de Utah. Hay tres regiones principales: la gran escalera (Grand Staircase), la Meseta Kaiparowits, y los cañones del Escalante (Canyons of the Escalante), todos administrados por la Oficina de Administración de Tierras, parte del Sistema Nacional de Conservación del Paisaje. El presidente Bill Clinton designó el área como monumento nacional en 1996 gracias a la "Ley de Antigüedades" (Antiquities Act).